# Horibe Yasubei Taketsune

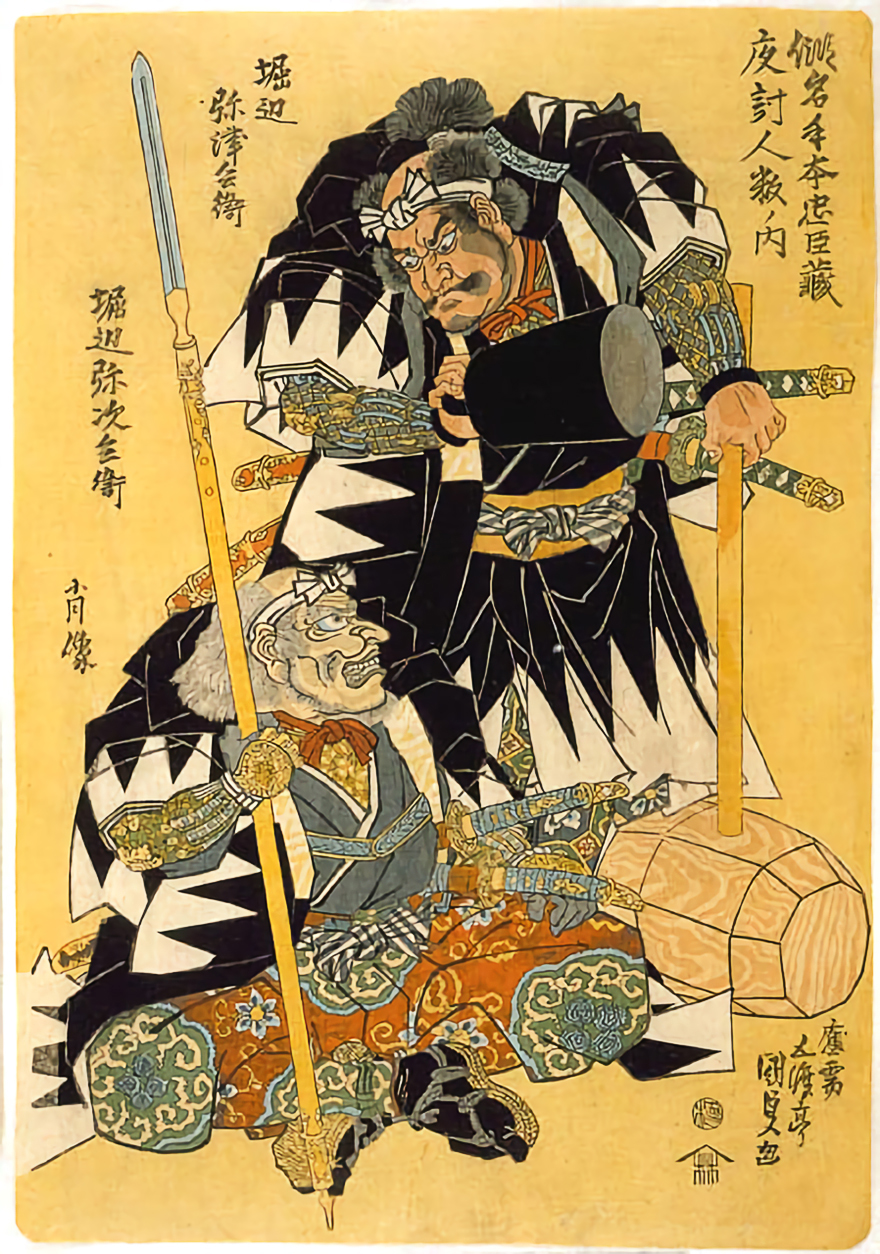
Horibe Yahei e seu filho adotivo Horibe Yasubei em suas roupas em preto-e-branco com uma marreta de madeira por Utagawa Kunisada

Horibe Yasubei Taketsune (堀部武庸安兵衛) 1670–1703, foi um guerreiro do Japão. Yasubei era filho de Nakayama Yajiemon, um samurai do domínio Shibata (han atualmente em Niigata).

## História
Quando Yasubei tinha 13 anos, seu pai perdeu a posição de samurai e se tornou um ronin. Pouco depois, Yajiemon morreu, e como a mãe de Yasubei morreu dando a luz a ele, tornou-se órfão. Eventualmente, acabou em Edo e se tornou um bem sucedido mestre espadachim no dojo.
Em 1694, veio ajudar seu dojo em um duelo em Takadanobaba em Edo, matando três adversários. Ele recebeu elogios por seu papel, e Horibe Yahei lhe ofertou a sua filha para casamento e assim se tornar o herdeiro para a família do Yahei. Yahei ficou tão impressionado com Yasubei que o defendeu perante seu mestre, Asano Naganori, de forma que permitisse Yasubei manter o seu nome Nakayama. Yasubei finalmente assumiu o nome Horibe e tornou-se um sucesso no domínio Ako.
Em 1701, Asano Naganori foi condenado a cometer seppuku como resultado de um ataque a Kira Yoshinaka. O Domínio Ako foi dissolvido, e Yasubei mais uma vez se tornou um ronin. Em 1702, Yasubei e Yahei estiveram entre os 47 ronin que atacaram e mataram Kira, vingando a morte de seu mestre. Yasubei se entregou as autoridades e foi colocado sob custódia de Matsudaira Oki no Kami Sadanao. Em 20 de março de 1703 (de acordo com o Calendário gregoriano), ele foi condenado a cometer seppuku.
Horibe Yasubei tem um papel proeminente em peças de teatro, filmes, televisão e representações de Chūshingura, o ficção que conta a história dos 47 ronin.